# Kyojin no Hoshi
Kyojin no Hoshi (яп. 巨人の星 Кёдзин но Хоси) — японская манга о спорте, автором которой является Икки Кадзивара, а иллюстратором — Нобору Кавасаки. По мотивам манги были выпущены 3 аниме-сериала в 1968, 1977 и 1979 годах, а также 5 полнометражных мультфильма. По данным различных японских организаций и телеканалов, аниме-сериал входил в список 100 топ-аниме в 2000, 2005 и 2006 годах. Сериал также был дублирован на итальянский язык.

## Сюжет
Предыстория
Хоси Иттэцу — перспективный игрок бейсбола, мечтающий стать профессиональным игроком. Однако идёт Вторая мировая война, и молодой парень обязан был отправиться на фронт, где серьёзно ранил ногу и плечо, так блестящие перспективы Хоси исчезают: парень теперь далеко не такой сильный, как был раньше. Для этого Хоси изобретает специальное устройство, которое оказывается эффективным, но и опасным. Парня отстраняют из команды. В отчаянии Хоси начинает целыми днями бездельничать и злоупотреблять алкоголем, заставляя жену Лейлу торговать старыми платьями, чтобы купить немного риса и сладкого картофеля. Однако женщина, и мать двоих детей, Акико и Юмы, заболевает от усталости и умирает.
Сюжет
Юма Хоси, хотя отказывается от националистических взглядов, как и отец мечтает стать бейсбольным питчером. Хоси начинает подвергать сына изнурительной тренировке: ещё маленькому Юме прикрепил на тело и руки специальные железные пружины, чтобы усложнять работу мышц, таким образом интенсивно накачивая их. Через несколько лет Юма присоединяется к команде в средней школе «Синклер», где встречает Тюту Бана, который станет его лучшим другом и напарником по игре. Во время школьных турниров Юма сталкивается с новыми соперниками, которые станут хорошими друзьями: Мицуру Ханагатой и Самоном Хосаку. После долгих и тщательных усилий, Юма наконец то входит в профессиональную команду «Ёмиури Джайентс» и на тот момент завоёвывает широкую популярность благодаря оригинальным способам запуска мяча.
Второй сезон
В ближайшем будущем Юма уже взрослый, но не сумел реализовать свою спортивную карьеру и теперь стал алкоголиком, идя по стопам своего отца. Сам отец уже состарился и потерял все силы, но воля ещё пока сильная, но он безуспешно пытается вернуть сына обратно в бейсбол. Внезапно Юма встречает своего старого друга Тюту Бана, который тоже отошёл от спорта, но начал вести семейный бизнес. Он уговаривает Юму вернуться в спорт и принять участие в американском чемпионате Билл Гром. Юма замечает, что сила питчера из его левой руки не ушла и он даже способен пробить ограждение из металла. Юма возвращается в бейсбол, поначалу у него это не очень хорошо получается, но постепенно главный герой восстанавливает свои навыки и идёт навстречу своей заветной цели.
Третий сезон

## Роли озвучивали
- Тору Фуруя — Хоси Юма
- Тадаси Накамура — Каваками Тэцухару
- Сэйдзо Като — Хоси Иттэцу
- Макио Иноэ — Ханагата Мицуру
- Дзёдзи Янами — Бан Тюта
- Фуюми Сираиси — Акико
- Митио Хадзама — Дзёдзи Хаями
- Рэйко Муто — Кёко
- Синго Канэмото — Самон Хосаку
- Ёсико Мацуо — Мина Хидака
- Тиэ Китагава — Масахиро Самон

## Фильмы
Первый полнометражный фильм был выпущен 1969 году и демонстрировался в рамках фестиваля цветной анимации. (На тот момент большинство аниме было в чёрно-белом формате). Фильм Star of Giants vs Mighty Atoms был показан в США под названием Astro Boy vs the Giants.